# ابوالقاسم فیوضات
میرزا ابوالقاسم فیوضات (زادهٔ ۱۲۶۷ در تبریز، درگذشته ۱۳۴۹ در تهران) روزنامه‌نگار، نویسنده و نماینده مجلس شورای ملی اهل تبریز بود.

## زندگی‌نامه
او در سال ۱۲۶۷ خورشیدی (۱۳۰۵ قمری) در تبریز زاده شد و تحصیلات خود را در مکاتیب و مدرسه رشد و قدس آغاز کرد و در مدرسه قدس آموزگار شد. در ۱۳۲۶ قمری مدرسه فیوضات را تأسیس کرد و در سال ۱۳۲۷ قمری به مدیریت مدرسه حیات منصوب شد. در سال ۱۳۳۶ قمری به مدیریت مدرسهٔ متوسطه محمدیه تبریز انتخاب شد و پس از آن به شغل ریاست معارف برگزیده شد. در این تاریخ فیوضات در نهضت‌های مردمی پیشرو و پیشقدم بود. مدتی نیز مدیریت و نویسندگی روزنامه تجدد را به عهده داشت و همفکر شیخ محمد خیابانی بود. در دورهٔ چهارم مجلس شورای ملی از تبریز به نمایندگی مجلس انتخاب شد. پس از یک سال ریاست معارف آذربایجان به تهران عزیمت کرد و مدتی ریاست معارف تهران و ایالت فارس را داشت. مدتی نیز به عنوان رئیس کل اوقاف و ریاست معارف خراسان انجام وظیفه کرد. سپس به معاونت وزارت فرهنگ انتخاب شد و در جمعیت‌های خیریه مانند شیر و خورشید سرخ (هلال احمر امروزی) به خدمت پرداخت. فیوضات چند کتاب نیز نوشته است که می‌توان از الفبای ذهنی، تنقیح داستان و نصاب الصبیان، شرح ارشادالحساب و چند کتاب علمی دیگر نام برد. او در سال ۱۳۴۹ خورشیدی در تهران در گذشت.